# Jovan Hristić
Jovan Hristić (în sârbă Јован Христић; n. 26 august 1933, Belgrad, Regatul Iugoslaviei – d. 20 iunie 2002) a fost un poet, dramaturg, eseist, critic literar și traducător sârb. Hristić a lucrat ca redactor la Književnosti, ziarul Danas și redactor la editura Nolit.

## Biografie
Jovan Hristić s-a născut la 26 august 1933 la Belgrad. A absolvit gimnaziul nr. 2 de băieți din Belgrad (în sârbă Друга београдска гимназија), împreună cu Slobodan Selenić⁠(d). A studiat arhitectura și filozofia. A absolvit Facultatea de Filosofie în 1958. A fost profesor titular la Facultatea de Arte Dramatice și a predat dramaturgia tuturor generațiilor din 1967.
A fost un susținător al poeziei sârbe moderne; în drame a încercat să vorbească prin personaje cunoscute din clasici despre eternele probleme care îl năpăstuiesc pe omul modern; în eseuri, Jovan Hristić a examinat fenomenele și formele moderne din literatură și artă.
Este câștigătorul a două premii Sterija pentru dramă, a mai fost recompensat cu premii Sterija pentru teatrologie, premiul Isidora Sekulic pentru critică, premiul Djordje Jovanovic pentru critică, premiul Milan Rakic, premiul Librăriei Pavle Bihalji pentru cea mai bună carte de poezie a anului 1993, Nolit, Borbina și premii Vinaver. În august 2001, a primit Premiul Internațional Stjepan Mitrov Ljubiša⁠(d).
A decedat la Sremska Kamenica⁠(d) la 20 iunie 2002.
Jovan Hristić a fost strănepotul lui Filip Hristić⁠(d), a fost numit după fiul său Jovan Hristić.

## Lucrări scrise
Cărți de poezie:
- Jurnalul lui Ulise (Дневник о Улису, 1954)
- Poezii 1952-1959 (Песме 1952-1959, 1959)
- Școala Alexandriană (Александријска школа, 1963)
- Cântece vechi și noi (Старе и нове песме, 1988)
- Cântece noi și cele mai noi (Нове и најновије песме, 1993)
- Poezii adunate (Сабране песме, 1996)
- Poezii adunate (Сабране песме, 2002)
- În mijlocul zilei - postum (У тавни час, 2003)

Piese de teatru:
- Mâini curate (Чисте руке, 1961)[9]
- Oreste (Орест, 1961)[9]
- Savonarola și prietenii săi (Савонарола и његови пријатељи, 1965). În 1972 a fost regizat de Arsenije Jovanović
- Șapte: astăzi (Седморица: данас, 1968)
- Terasa (Тераса, 1972)

Cărți de critici, studii și recenzii:
- Poezia și critica poeziei (Поезија и критика поезије, 1957)
- Poezie și filozofie (1964)
- Forme ale literaturii moderne (1968)
- Teatrul, teatrul (1977)[10]
- Cehov, dramaturg (1981)
- Teatru, teatrul II (1982)
- Studii dramatice (1986)
- Lucrări de teatru (1992)
- Eseuri (1994)
- Lucrări de teatru II (1996)
- Despre tragedie (1998)
- În căutarea teatrului (2002)
- Eseuri selectate - postum (2005)

Proză critică:
- Profesor de matematică și alte eseuri (Професор математике и други есеји, 1988)
- Profesor de matematică și alte eseuri (Професор математике и други други есеји, 1997)
- Terasa de pe două mări - postum (Тераса на два мора, 2002)